# Lysgårdsbakken
Lysgårdsbakken, oficialmente chamada Arena de Saltos de Lysgårdsbakkene (em norueguês:  Lysgårdsbakkene hoppanlegg), é uma colina de saltos de esqui em Lillehammer, Norway. A colina maior tem um K-point de 123 e o tamanho 138, enquanto a colina menor tem o K-point de 90 e o tamanho 100. Foi inaugurada no início de 1993 para ser o palco principal dos Jogos Olímpicos de Inverno de 1994, em que foi o local da disputa das provas saltos de esqui e o combinado nórdico, bem como as cerimónias de abertura e de encerramento. Depois das Olimpíadas ,a arena se tornou integrante do Parque Olímpico de Lillehammer. Além disso, é regularmente palco de torneios da Copa do Mundo de Salto de Esqui e da Copa do Mundo de Combinado Nórdico, incluindo a etapa final do Circuito Nórdico. Tem a capacidade máxima de 35 mil espectadores e é uma das três pistas de saltos nacionais na Noruega. Em 2007, a pista maior foi reformada, ficando com um novo forro de plástico. Por ano, recebe 80 mil saltos no Inverno e 20 mil durante o verão.

## Construção

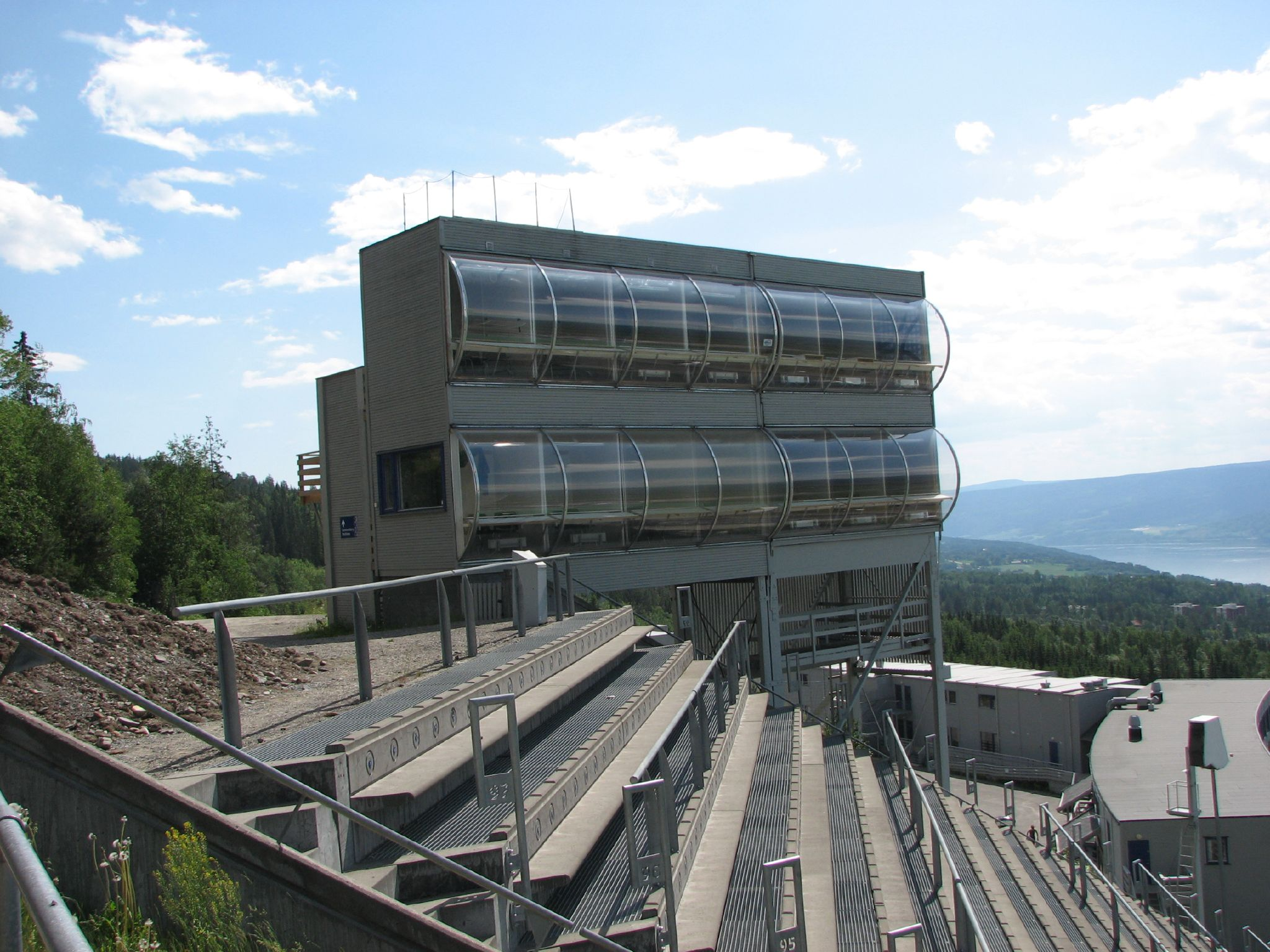
Bancadas e espaços para os comentadores.

Quando Lillehammer foi eleita como sede das Olimpíadas de Inverno de 1994,o projeto envolvia o uso de Balbergbakken, em Fåberg, a norte de Lillehammer. A ideia foi abandonada devido aos custos inerentes ao melhoramento da infraestrutura.  O financiamento contou com uma garantia do Parlamento da Noruega; os arquitectos foram da Økaw Arkitekter, e o principal contratante foi Martin M. Bakken. A construção começou no início de 1990, e ficou concluída em Dezembro de 1992. As arquibancadas foram construídas com elementos de cimento pré-construídos com barras metálicas. Os edifícios temporários e as instalações para as cerimónias foram instaladas em Dezembro de 1993, sendo removidas depois das Olimpíadas. Incluíam 70 escritórios para comentadores, um centro de imprensa e escritórios para os técnicos. A construção original incluiu características que permitiam saltos de esqui na pista menor durante o Verão. A infraestrutura foi colocada a uma profundidade considerável para proteger os saltadores do vento incessante na área e minimizar o impacto nos subúrbios. A Associação Nacional de Arquitectos Noruegueses atribuiu às colinas o prémio Betongtavlen de 1993. Em 2007, a colina maior foi renovada, recebendo um perfil expandido, um K-Point alargado de 120 para 123, e plástico no forro, permitindo assim que ambas as colinas sejam usadas durante o Verão.

## Infraestruturas
A capacidade para espectadores é de 35 mil lugares . Nos quais 7,5 mil ficam sentados. Estruturas auxiliares incluem uma casa de partida, uma torre para os juízes com espaços de escritórios para os organizadores e juízes, um edifício para a imprensa e uma sala técnica por baixo das bancadas. Incluem-se ainda uma área de primeiros-socorros. Há também uma infraestrutura de produção de neve a alta pressão. O transporte para a torre da colina maior é feito por teleférico. Durante as Olimpíadas, o transporte para as infraestruturas foi feito sobretudo por trens/comboios, com os espectadores descendo na Estação de Lillehammer da Linha Dovre estando a pequena distância a pé.

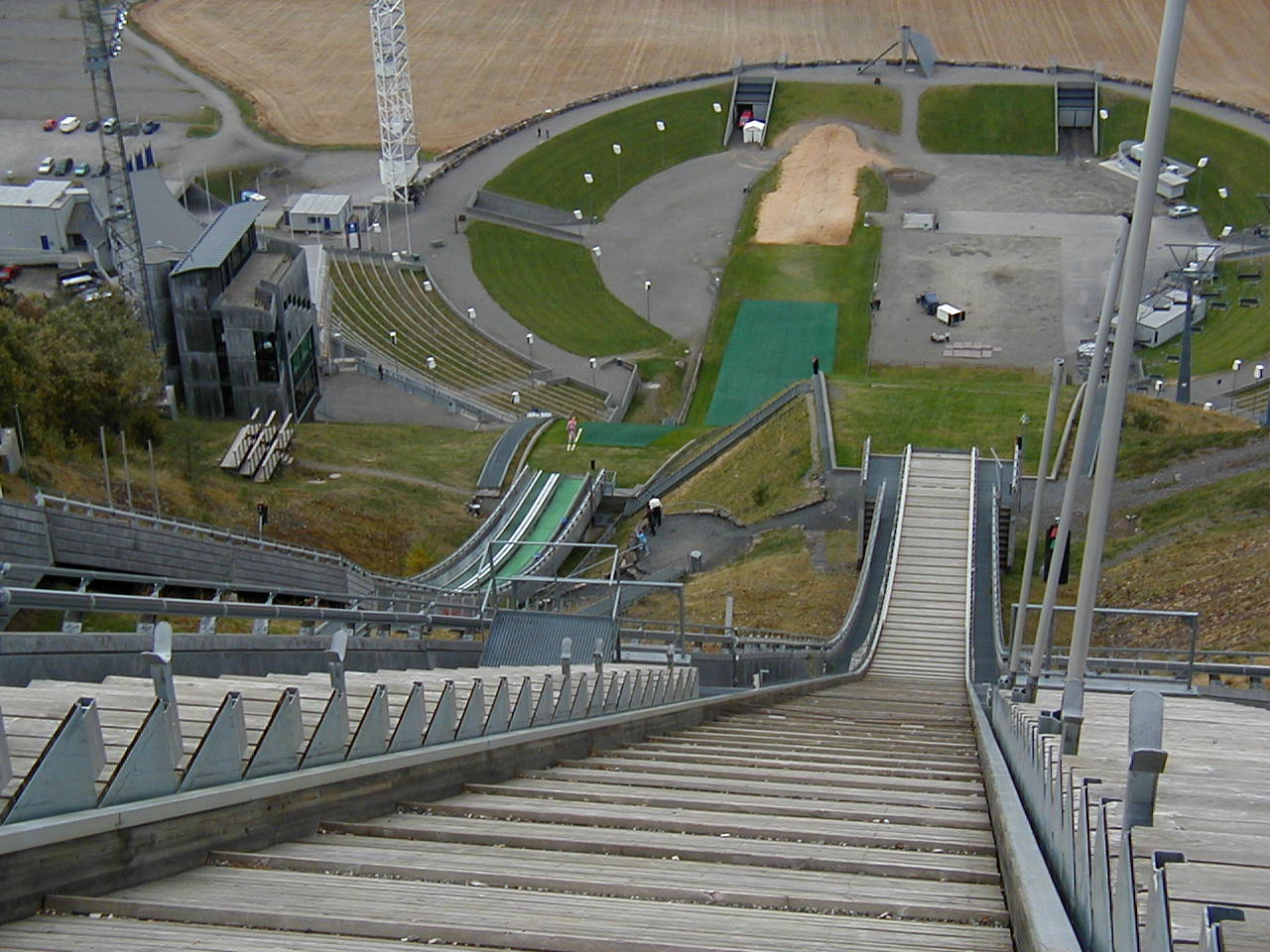
Vista da colina maior, antes da renovação.

A colina menor tem um K-point de 90 e um tamanho de 100, com 36 degraus para a saída e 11 degraus para a aproximação. Tem uma diferença de altura de 112 metros, e a aproximação está a 82 metros de altura. Desde 2007, a colina maior tem um K-point de 138 e uma altura de 138.

## Eventos
Durante as Olimpíadas de Inverno de 1994, a infraestrutura sediou os três eventos de saltos de esqui e os dois de combinado nórdico, além das cerimónias de abertura e de encerramento. As provas foram de saltos normais individuais, saltos elevados individual e saltos elevados por equipes ; e saltos individuais e por equipes no combinado nórdico.

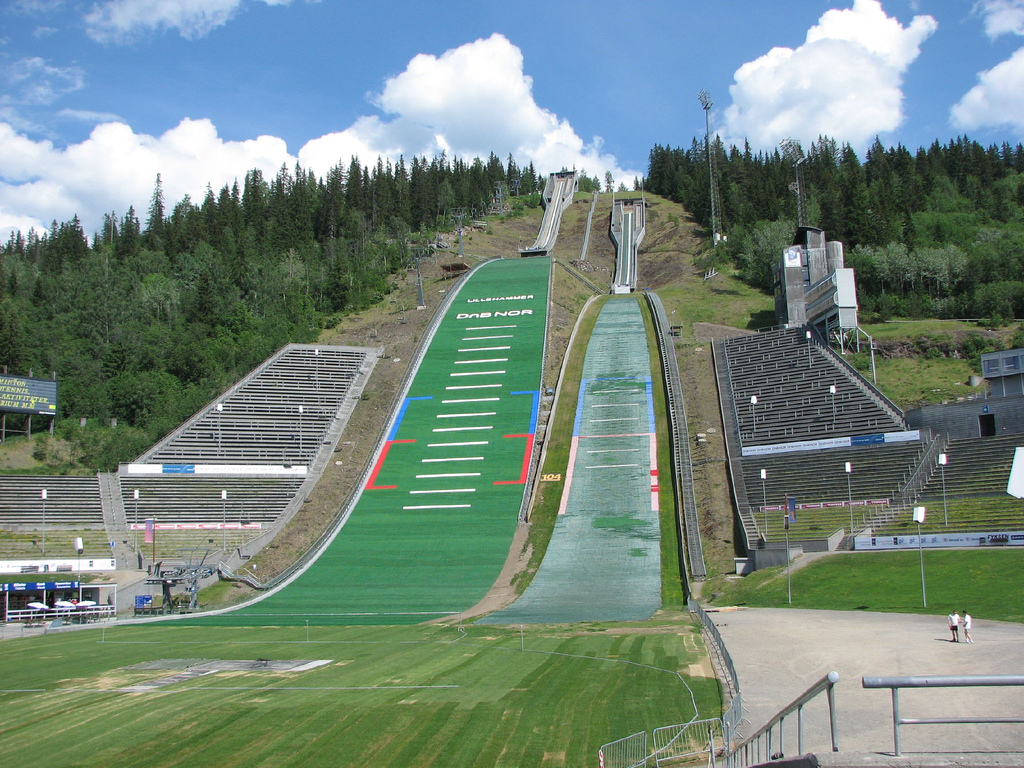
As colinas em 2007, após a colocação do novo forro de plástico.

Lysgårdsbakken recebe tradicionalmente etapas da Copa do Mundo de Salto de Esqui e da Copa do Mundo de Combinado Nórdico , incluindo o Circuito Nórdico. Nos Jogos Olímpicos de Inverno da Juventude de 2016,a arena será a sede novamente das cerimônias , dos saltos de esqui e do combinado nórdico.
Em Setembro de 2015, o recorde da colina maior está fixado nos 146 metros, por Simon Ammann, enquanto o recorde da colina maior na época de Verão é de 145 metros e está na posse de Tom Hilde. Na colina mais pequena, o recorde actual é de 107.5 metros, estabelecido por Karl Geiger, e de 103.5 metros na época de Verão (recorde pertencente a Balthasar Schneider). A melhor senhora detém uma marca de 104.5 metros (Ema Klinec), e no Verão a melhor marca feminina é atualmente de 106.5 metros, por Daniela Iraschko-Stolz.
Esta é uma das três colinas nacionais de saltos de esqui na Noruega, além do Holmenkollbakken em Oslo e Granåsen em Trondheim. Lysgårdsbakken é usada regularmente como local de treinos, recebendo 80 mil saltos anuais durante o Inverno e 20 mil saltos anuais durante o Verão.
Em 2006, o programa de televisão Top Gear, da BBC One, filmou um programa especial dedicado às Olimpíadas de Inverno em diversas infraestruturas olímpicas de Lillehammer. Incluiu uma tentativa bem-sucedida de um salto de esqui usando um Mini British Leyland Mk V impulsionado por um foguete. KT Tunstall filmou a maior parte do seu single If Only (2008) em Lysgårdsbakken.